# Fossalta di Piave
Fossalta di Piave ist eine Gemeinde mit 4196 Einwohnern (Stand 31. Dezember 2023) in der Metropolitanstadt Venedig der Region Venetien in Italien.
Fossalta liegt 60 Kilometer nördlich von Venedig. Sie bedeckt eine Fläche von 9 km².
Die Bewohner arbeiten überwiegend im Weinbau und Tourismus.
Die Stadt erlangte literarische Berühmtheit, weil sich hier der junge Schriftsteller Ernest Hemingway 1918 im Ersten Weltkrieg während der Piavekämpfe eine schwere Verwundung zuzog. Ihm zu Ehren ist am Ufer der Piave ein Denkmal errichtet. Auf dem Denkmal findet sich eine persönliche Widmung Hemingways an die Region: Io sono un ragazzo del basso Piave („Ich bin ein Junge aus der Piave-Ebene“).